# Tamaz Gamkrelidze
Tamaz Valerianovič Gamkrelidze (gruzinsko თამაზ ვალერიანის ძე გამყრელიძე, rusko Тамаз Валерианович Гамкрелидзе), gruzinski jezikoslovec in  orientalist, * 23. oktober 1929, Kutaisi, Gruzija, † 10. februar 2021.
Od februarja 2005 je bil predsednik Gruzinske akademije znanosti. Njegov brat, Revaz Gamkrelidze, je tudi akademik in matematik. 

## Življenjepis
Leta 1952 je diplomiral na Državni univerzi v Tbilisiju, kjer je od leta 1964 tudi profesor. Leta 1966 je postal vodja oddelka za jezikoslovje. 
Med letoma 1992 in 2005 je bil član parlamenta Gruzije.

## Glavna dela
- The Akkado-Hittite syllabary and the problem of the origin of the Hittite script, "Archiv Orientalni" (vol. 29). 1960
- Anatolian languages and the problem of Indo-European migration to Asia Minor, Studies in General and Oriental Linguistics. Tokyo, 1970
- Alphabetic writing and the old Georgian script. New York, Caravan Books, 1994
- Skupaj z V. V. Ivanovom: Indo-European and the Indo-Europeans: A reconstruction and historical analysis of a proto-language and a proto-culture (vols. I-II). Berlin / New York, 1994-1995 (Prvič izšlo v ruščini: Гамкрелидзе Т. В., Иванов Вяч. Вс.  Индоевропейский язык и индоевропейцы: Реконструкция и историко-типологический анализ праязыка и протокультуры. В 2 тт. — Тбилиси: Изд-во Тбилисского ун-та, 1984. — xcvi + 1328 с